# اماپتای، تنجوور
اماپتای، تنجوور (به انگلیسی: Ammapettai, Thanjavur) یک منطقهٔ مسکونی در هند است که در تامیل نادو واقع شده‌است.

## خصوصیات
اماپتای ۱۳٬۸۱۶ نفر جمعیت دارد و ۱ متر بالاتر از سطح دریا واقع شده‌است.